# خط لوله نکا–جاسک
خط لوله نکا–جاسک یک خط لوله پیشنهادی در ایران است که در صورت ساخت، نفت خام کشورهای قزاقستان، جمهوری آذربایجان، ترکمنستان و روسیه را از طریق بندر نکا در ساحل دریای خزر به بندر جاسک در دریای عمان منتقل می‌کند. ظرفیت برنامه‌ریزی‌شده این خط لوله ۱٬۵۱۵ کیلومتری، یک میلیون بشکه نفت خام در روز است. هزینه این خط لوله دو میلیارد دلار برآورد شده‌است.